# 나시오나우 FC

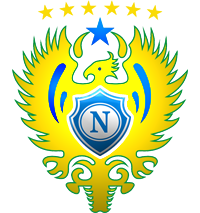

나시오나우 푸치보우 클루비(Nacional Futebol Clube)는 나시오나우라고도 불리며, 1913년에 창단한 브라질 아마조나스주 마나우스를 연고로 하는 축구팀이다. 2018년 현재 전국 4부 리그 캄페오나투 브라질레이루 세리이 D와 파라이바 주리그 캄페오나투 아마조넨시에 참가하고 있다. 나시오나우 FC는 아마조나스 주에서 가장 오래된 축구팀이다.
나시오나우 FC의 최대 라이벌은 아틀레치쿠 히우네그루 클루비이며, 상하이문두-AM와도 라이벌 관계를 가지고 있다.

## 역사
1913년 1월 13일 나시오나우 FC가 창단되었으며, 창단 당시 구단명은 일레븐 나시오나우였다. 1914년 2월 8일 캄페오나투 아마조넨시에서 첫 경기를 치렀으며, 상대는 마나오스 스포르팅이었다.
1930년 7월 8일 나시오나우 FC에 불만을 가진 몇몇 사람들이 나시오나우 파스치 클루비를 창단하였다.
1975년 나시오나우는 캄페오나투 브라질레이루 세리이 A에서 16위를 기록하였으며, 이는 CR 바스쿠 다 가마, 아틀레치쿠 미네이루, 산투스 FC보다 높은 순위였다.

## 수상
- 캄페오나투 아마조넨시
  - 우승 (43회) : 1916, 1917, 1918, 1919, 1920, 1922, 1923, 1933, 1936, 1937, 1939, 1941, 1942, 1945, 1946, 1950, 1957, 1963, 1964, 1968, 1969, 1972, 1974, 1976, 1977, 1978, 1979, 1980, 1981, 1983, 1984, 1985, 1986, 1991, 1995, 1996, 2000, 2002, 2003, 2007, 2012, 2014, 2015

## 역대 감독
| 감독                        | 임기 |
| --------------------------- | ---- |
| 히카르두 호제리우 지 브리투 | 2010 |
| 아르투르 베르나르지스       | 2017 |

틀:캄페오나투 아마조넨시